# Herero (Roman)
Herero ist der Titel eines Romans von Gerhard Seyfried über den Herero-Aufstand 1904 in Deutsch-Südwestafrika, dem heutigen Namibia. Dieses 600-Seiten-Werk ist das Romandebüt des Comiczeichners Seyfried und erschien 2003 im Eichborn Verlag.
Herero handelt vom Berliner Kartographen Carl Ettmann, der 1903 nach Namibia geht, um dort im Auftrag des Deutschen Kaiserreichs genaue Karten über das Land anzufertigen. Kurz zuvor ist seine Frau verstorben. In Namibia lernt er die Fotografin Cecile Orenstein kennen, die ebenfalls aus Berlin stammt. Unvermittelt gerät Ettmann in den Herero-Aufstand und wird als Reservist in die kaiserliche Schutztruppe eingezogen. Dort dient er als Artillerist.
Der Roman basiert auf historischen Fakten und Seyfrieds dreijährigen Recherchen in Bibliotheken und in Namibia vor Ort. Vor allem wertete Seyfried die zu diesem Zeitpunkt noch unveröffentlichten Tagebücher des Schutztrupplers Victor Franke aus. Seyfried bemüht sich um eine äußerst detaillierte Schilderung des Lebens der damaligen Zeit. Die gebundene Ausgabe ist ergänzend mit historischen Photographien und Zeichnungen aus Seyfrieds Feder illustriert.

## Ausgaben
- Herero. Eichborn Berlin 2003, ISBN 3-8218-0873-X (gebundene Ausgabe mit Illustrationen)
- Herero. Aufbauverlag Berlin 2003, ISBN 3746620260 (Taschenbuch ohne Illustrationen)